# Achiamé
A Editora Achiamé é uma editora anarquista brasileira fundada em dezembro de 1978, na cidade do Rio de Janeiro. Seu principal, Robson Achiamé, lançou, por mais de três décadas — incluindo o período ditatorial militar — centenas de títulos relacionados com o anarquismo, tendo traduzido textos clássicos para a língua portuguesa e lançado diversas obras de anarquistas brasileiros do final do século XIX e da primeira metade do século XX.
Seu fundador, Robson Achiamé, faleceu em 9 de novembro de 2014 em Santa Catarina. Achiamé tinha tambem lançado a revista Letralivre, uma das mais importantes publicações libertárias contemporâneas no Brasil.

## Lista parcial de publicações
- A Doutrina Anarquista ao Alcance de Todos (1925), de José Oiticica[7]
- ABC do sindicalismo revolucionário, de Edgar Rodrigues[9]
- Guia dos Cornudos, de Charles Fourier
- Foucault e o Anarquismo, de Salvo Vaccaro
- Indivíduo na Sociedade, de Emma Goldman
- Anarquismo no banco dos réus, de Edgar Rodrigues
- Doze provas da inexistência de Deus, de Sébastien Faure
- Malandragem, Revolta e Anarquia, de Winter Bastos e Nalini Narayan
- Dois textos da maturidade, de Errico Malatesta
- Repressão judicial no Estado Novo, de Reynaldo P. Campos[10]
- Manifesto Autogestionário, de Nildo Viana